# Менгершид
Менгершид (њем. Mengerschied) општина је у њемачкој савезној држави Рајна-Палатинат. Једно је од 134 општинска средишта округа Рајн-Хунсрик. Према процјени из 2010. у општини је живјело 775 становника. Посједује регионалну шифру (AGS) 7140092.

## Географски и демографски подаци
Менгершид се налази у савезној држави Рајна-Палатинат у округу Рајн-Хунсрик. Општина се налази на надморској висини од 330 метара. Површина општине износи 9,5 km². У самом мјесту је, према процјени из 2010. године, живјело 775 становника. Просјечна густина становништва износи 81 становника/km².